# シュート頂
シュート頂 (Shoot apex) とは、シュート頂分裂組織（茎頂分裂組織）とその周辺のことである。茎頂（けいちょう）、茎端（けいたん）とも呼ばれる。栄養期シュート頂と、生殖期シュート頂の2種類がある。

## 栄養期シュート頂
栄養期シュート頂 (Vegetative shoot apex) は、栄養成長期に存在する、茎の先端及びその近傍部を指す。栄養シュート頂、栄養期茎頂、栄養茎頂などともよばれる。
茎頂分裂組織とそれに由来する組織で構成される。生殖期シュート頂に変化するが、その境界は明確ではない。栄養期シュート頂は胚発生から個体発生の間、軸に沿って茎を側生的に葉を発生する能力を無限成長的に維持する。そのため、組織培養の外植片として用いることで茎頂培養に応用される。

## 生殖期シュート頂
生殖期シュート頂 (reproductive shoot apex) とは、生殖成長期に存在する茎頂で、生殖器官を構成する。生殖シュート頂、生殖期茎頂、生殖茎頂とも呼ばれる。
花序シュート頂 (Infloerscence apex) と花芽分裂組織 (Floral meristem、花シュート頂とも) の総称である。栄養期シュート頂から変化するとき、多くの植物ではまず花序分裂組織が作られ、そこに個々の花を形成する花芽分裂組織を分化するが、フクジュソウのように直ちに花芽分裂組織に転換し、単一の花を形成する場合もある。生殖期茎期の成立過程には、花芽分化を誘起する花成ホルモンが関連している。